# Elisha Cook Jr.
Elisha Vanslyck Cook Jr., född 26 december 1903 i San Francisco i Kalifornien, död 18 maj 1995 i Big Pine i Inyo County i Kalifornien, var en amerikansk skådespelare.

## Biografi
Elisha Cook filmdebuterade 1930, och medverkade sedan i över 200 filmer och TV-serier. Två av hans mer kända roller var i Riddarfalken från Malta och Utpressning. I båda filmer spelar han gangster mot Humphrey Bogart. Han medverkade även i många westernfilmer.

## Filmografi, urval
- 1937 – Mysteriet i Sydstaterna
- 1940 – Mordet i tredje våningen
- 1941 – Riddarfalken från Malta
- 1942 – Galopperande flugan
- 1942 – Fula filurer
- 1944 – Döden kan ej vittna
- 1944 – Mörka vatten
- 1945 – Dillinger
- 1946 – Utpressning
- 1947 – Born to Kill
- 1947 – Lång natt
- 1952 – Drama på hotell
- 1953 – Texas i uppror
- 1953 – Mannen från vidderna
- 1956 – Spelet är förlorat
- 1959 – Skriet vid midnatt
- 1963 – Skri av fasa
- 1967 – Mannen som red in i Dakota
- 1968 – Rosemarys baby
- 1972 – Det sista bankrånet
- 1972 – Blacula
- 1973 – Den grymme, den starke, den fege
- 1973 – Pat Garrett och Billy the Kid
- 1979 – 1941
- 1979 – Utmaningen
- 1980 – Tom Horn
- 1982 – Hammett
- 1987 – Kedjad
- 1988 – Magnum (TV-serie)

## Teater

### Roller
| År   | Roll            | Produktion               | Regi            | Teater                               |
| ---- | --------------- | ------------------------ | --------------- | ------------------------------------ |
| 1963 | Giuseppe Givola | Arturo Ui Bertolt Brecht | Tony Richardson | Lunt-Fontanne Theatre, New York, USA |